# Paspalum simplex
Paspalum simplex là một loài thực vật có hoa trong họ Hòa thảo. Loài này được Morong mô tả khoa học đầu tiên năm 1893.